# Airliners.net
Airliners.net是一個提供許多航空資訊的網站。網站由Johan Lundgren在1996年創立，伺服器設置在瑞典的Luleå科技大學。初期提供航空資料庫和聊天室的 Pictures of Modern Airliners，後來擴充為包括圖庫及討論區等的航空社群網站。2007年7月27日，網站被美國的Demand Media購併，伺服器從瑞典遷至美國。
Airliners.net提供了可免費線上觀看的航空圖庫以及搜尋引擎，讓使用者可以快速的找到特定地點、機型、航空公司、或是特定一架飛機、機場等圖片。目前已有130多萬張圖片。
此網站有兩個姐妹網站，一個是MyAviation.net，收集不符合Airliners.net品質要求的航空圖片；另一是FlightLevel350.com，收集航空影片。
如今，Airliners.net 已成为全球最全面、信息量最大的航空网站之一。它拥有一个包含 350 多万张飞机照片的数据库，一个拥有 25 万多名会员的论坛，以及关于航空各方面的新闻文章和博客。Airliners.net 是从初学者到专家等各种水平的航空爱好者的宝贵资源。

## 歷史
该网站由信息技术专业学生Johan Lundgren Jr于 1996 年创建。起初，该网站只包含他自己所拍的飞机照片，后来他為網站新设了一个栏目，以便供其他摄影师上传照片。1997 年，Johan Lundgren Jr搬到了一个名为 Airliners.net 的新网站，并在自己的宿舍里架设了一台网络服务器。后来又增加了三个服务器，最后所有服务器都搬到了大学的计算机房。
Airliners.net 很快成为世界上最受欢迎的航空网站之一。到 2003 年，该网站已拥有 100 多万张照片，每月访问量超过 100 万人次。2007 年，Airliners.net 被 Demand Media（现在的Leaf Group）收购。2016 年，网站进行了重大重新设计。2017 年 2 月，该网站被 VerticalScope 收购。

## 外部連結
- （英文）Airliners.net（页面存档备份，存于） - Official site
- （英文）MyAviation.net（页面存档备份，存于）
- （英文）FlightLevel350.com